# Jérica
Jérica là một đô thị trong tỉnh Castellón, Cộng đồng Valencia, Tây Ban Nha. Đô thị Jérica có diện tích 78,3 km², dân số theo điều tra năm 2010 của Viện thống kê quốc gia Tây Ban Nha là 1690 người. Đô thị Jérica nằm ở khu vực có độ cao 523 mét trên mực nước biển.